# Eccidio di Torlano di Nimis
L'eccidio di Torlano di Nimis fu un crimine di guerra della Germania nazista durante la seconda guerra mondiale, che ebbe luogo il 25 agosto 1944 nella frazione di Torlano (comune di Nimis).
L'eccidio fu compiuto da membri delle Waffen-SS tedeschi e cosacchi, nonché da collaborazionisti italiani. Vennero rastrellati e trucidati 33 civili, inclusi donne e bambini. Stando invece ad una recente ricerca, la strage sarebbe avvenuta in ritorsione per la morte di 5 soldati tedeschi avvenuta a Nimis il giorno 25 agosto. Secondo i dati presentati avrebbero preso parte all’eccidio elementi del BdS-Aussenstelle Udine coadiuvati da membri del Battaglione Fascisti Friulani (il quale fungeva da Brigata Nera di Udine) sotto la scorta di alcune autoblinde appartenenti alla 1.Kompanie/Sicherungs-Abteilung della Transport Brigader Speer  . Il relativo fascicolo di indagine fu rinvenuto soltanto nel 1994 all'interno del cosiddetto armadio della vergogna.

## Elenco delle vittime[4]
| - Alfredo Bazzaro - Francesco Blasutto - Romilda Biasutto - Bruno Comelli - Giannina Comelli - Giobatta Comelli - Giovanni Comelli - Idelma Comelli - Luciano Comelli - Rita Comelli - Rosa Comelli | - Stefano Comelli - Vittorio Comelli - Giuseppe Cussigh - Antonio De Bortoli - Bruna De Bortoli - Luciano De Bortoli - Maria De Bortoli - Oneglio De Bortoli - Silvano De Bortoli - Vilma De Bortoli - Virginio De Bortoli | - Ruggero Dri - Ferruccio Dri - Teresina Dri - Giovanni Pellegrini - Santa Perlin - Valentino Petrossi - Luigi Saracco - Gelindo Sommaro (38 anni) - Anna Antonia Vizzuti - Lucia Vizzuti (moglie di Giobatta Comelli) - Lucia Vizzuti (moglie di Ruggero Dri) |